# Musa Gibril Bala Gaye
Musa Gibril Bala Gaye (né le 13 août 1946), est un homme politique, économiste et diplomate gambien. Ministre des Finances du 23 septembre 2003 au 24 mars 2004 et depuis novembre 2005.
Il fut ministre des Affaires étrangères du 24 mars 2004 à octobre 2005.